# Revans (film)
A Revans (eredeti címe: Revenge) 1990-ben bemutatott amerikai romantikus filmthriller, amelyet Tony Scott rendezett. A forgatókönyvet Jim Harrison és Jeffrey Alan Fiskin készítette, Harrison Revenge című kisregénye alapján. A főbb szerepekben Kevin Costner, Anthony Quinn és Madeleine Stowe látható. 
1990. február 16-án mutatták be az Egyesült Államokban. Magyarországon 1991. március 8-tól vetítették a mozikban.

## Cselekmény
Jay Cochran az amerikai haditengerészet pilótája távozik a szolgálatból. Jayt meghívja gazdag barátja, Tibey Mendez, mexikói haciendájára. Tibey egy nagyhatalmú bűnöző, felesége pedig Miyrea, aki boldogtalan a házasságban. Tibey érzékelteti a férfival ottléte alatt a szabályai szigorúságát: vendégeivel való tiszteletlenség halállal végződik. A férfi barátságát addig lehet élvezni, amíg a szabályait betartják.
Miyrea és Jay jobban megismerik egymást, és romantikus kapcsolatba kerülnek. Mikor Jay el akarja az országot, mert fél attól, hogy Tibey rájön a viszonyukra, Miyrea meggyőzi, hogy maradjon vele. A kapcsolatot azonban Tibey hamarosan észreveszi, és a szerelmes pár rejtekhelyén rajtuk ütnek. Jayt eszméletlenre verik, Miyreának pedig megvágják az arcát, majd elviszik egy bordélyházba. A nőt ott megerőszakolják, majd kábítószerrel injekciózzák, hamarosan pedig megfertőződik AIDS-szel.
Jayre egy mexikói gazda, Mauro talál rá, aki gondjaiba veszi. Jay kivégzi Tibey csatlósait, akik útjába kerülnek. Egy motelban találkozik Mauro sógorával, Amadorral és Ignacióval, akik segítséget kínálnak a bosszúhoz. Jay megtalálja a bordélyházat, ahol Miyreát tartják, de a nő addigra eltűnik. A három férfi rajtaüt Tibey-n. Tibey bocsánatot követel Jaytől, amiért elvette tőle a feleséget, majd elmondja neki, hogy a nő egy zárdában van. Miyreát súlyos állapotban találja meg Jay, aki végül a férfi karjai között hal meg.

## Szereplők
| Szerep                    | Színész           | Magyar hang          |
| ------------------------- | ----------------- | -------------------- |
| Michael J. "Jack" Cochran | Kevin Costner     | Szakácsi Sándor      |
| Tiburon "Tibby" Mendez    | Anthony Quinn     | Mádi Szabó Gábor     |
| Miryea Mendez             | Madeleine Stowe   | Básti Juli           |
| Cesar                     | Tomás Milián      | Szokolay Ottó        |
| Texasi                    | James Gammon      | Kristóf Tibor        |
| Medero                    | Jesse Corti       | Józsa Imre           |
| Amador                    | Miguel Ferrer     | Szabó Sipos Barnabás |
| Mauro                     | Joaquín Martínez  |                      |
| Ignacio                   | John Leguizamo    |                      |
| Ibarra                    | Joe Santos        | Kránitz Lajos        |
| rocksztár                 | Sally Kirkland    | Détár Enikő          |
| tisztelendő anya          | Kathleen Hughes   |                      |
| Ramon                     | Luis de Icaza     | Gergely Róbert       |
| Diaz                      | Christofer de Oni | Kerekes József       |
| Vaquero                   | Daniel Rojo       |                      |
| Roxanne                   | Edna Bolkan       | Kiss Erika           |
| Rochelle                  | Pia Karina        |                      |
| Neli                      | Mónica Hernández  | Czigány Judit        |
| báró                      | Claudio Brook     | Izsóf Vilmos         |

## Fogadtatás

### Kritikai visszhang
A filmet főként negatív kritikák érték. A Rotten Tomatoeson 30%-os minősítést ért el 20 értékelés alapján. Nell Minow a Movie Momtól azt írta: „Egyértelműen a valaha készült egyik legrosszabb film, bár Stowe mint mindig, most is ragyogóan szép.” Roger Ebert szerint: „A mai csúszós, feszes filmkészítési divatot ötvözi a tegnapi értékrenddel és szexuális sztereotípiákkal. Annyira jól eladható, hogy meg kell állni, és emlékeztetni magunkat, hogy nem akarunk semmit.” Rene Jordan az El Nuevo Heraldtól azt írta: „A Revans nagyon rossz, de a rúgások és vérengzések között önkéntelenül is van egyfajta közösségi érzés.”
A Metacritic 35 pontot adott a 100-ból 23 vélemény alapján. A Variety szerint: „Jim Harrison csillogó regényének ez a korántsem tökéletes feldolgozása olyan romantikus lendülettel és elemi erővel bír, amely végül felülmúlja a hibáit.” Johanna Steinmetz a Chicago Tribune-től azt írta: „Elcsépelt, káromkodós és húsbavágó.” Vincent Canby a New York Times-on azt írta: „Jim Harrison 1979-es, valamivel kevésbé hézagos regényének petyhüdt filmváltozata... A film lágy és céltalan. A Revans az a fajta film, amelyben a mellékszereplők és az események érdekesebbek, mint bármi, amiről a filmnek szólnia kellene. Még a brutalitásnak sincs sokkoló hatása.”

### Bevétel adatai
A Box Office Mojo szerint a film 15,6 millió dolláros bevételt ért el, a költségvetésről nincs adat.